# Friedensstadt (Wien)

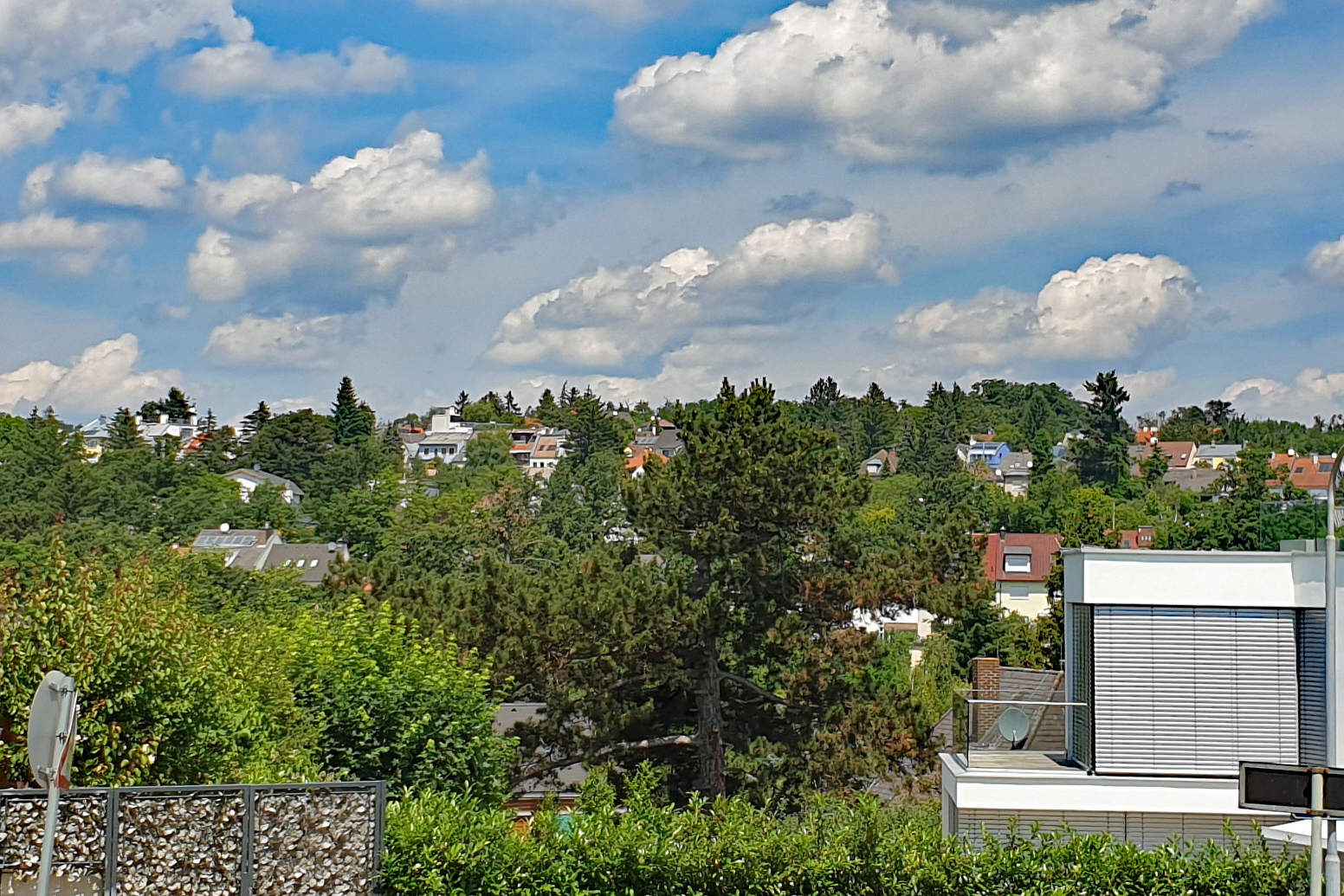
Blick vom St.-Hubertus-Platz auf die Siedlung Friedensstadt

Friedensstadt ist in Wien der Name einer Siedlung im 13. Wiener Gemeindebezirk, Hietzing.

## Lage
Die Siedlung wird im Norden und Nordosten vom Hörndlwald (dessen Südteil nun Teil der Siedlung ist), im Osten vom Bezirksteil Speising, im Süden von der Lainzer-Bach-Straße und den anschließenden Arealen der Siedlung Auhofer Trennstück (östlich) und anderer Siedlungen (westlich) sowie im Westen vom Lainzer Tiergarten selbst begrenzt. Auch der Hörndlwald und die südlich angrenzenden Siedlungen waren früher Tiergartenareal. Die Friedensstadt erstreckt sich über eine Fläche von rund 45 Hektar, in der Ost-West-Richtung ist sie 1,1 km lang.

## Geschichte

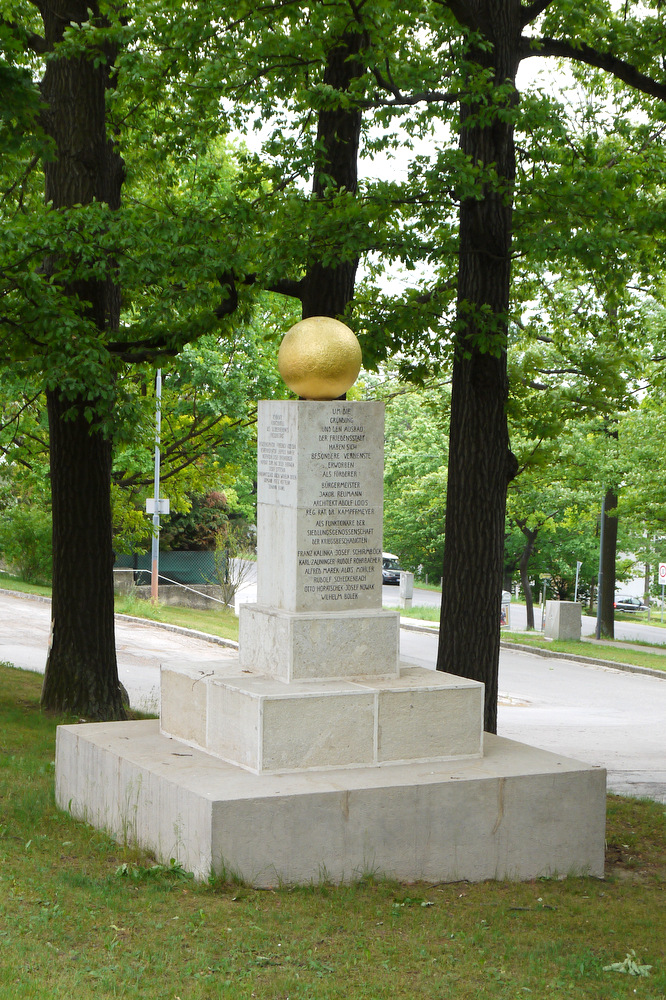
Denkmal in der Friedensstadt zur Erinnerung an deren Gründung und Ausbau

Im Herbst 1920 besetzten Kriegsinvalide das damals jenseits der Wiener Stadtgrenze, im Gemeindegebiet von Hadersdorf-Weidlingau (heute im 14. Bezirk), in Niederösterreich gelegene Areal im Lainzer Tiergarten, um vom Staat Siedlungsbewilligungen zu erreichen. 1921 erlangte die Siedlungsgenossenschaft der Kriegsbeschädigten diese Bewilligung. Der Grundstein zur Siedlung wurde am 3. September 1921 gelegt.
Die Häuser an der Hermesstraße 85–99 wurden nach Typenplänen von Adolf Loos errichtet, ein ebenfalls von Loos stammender Bebauungsplan für die übrige Siedlung wurde jedoch nicht verwirklicht. Der Name der Siedlung und ihrer Längsverbindung Friedenszeile (parallel zur Hermesstraße) reflektieren die Entstehungszeit.
Im Herbst 1938 wurde das Gebiet wie der Lainzer Tiergarten ins nationalsozialistische Groß-Wien einbezogen. Der Tiergarten wurde in den neuen 25. Bezirk eingegliedert, die Friedensstadt hingegen in den 13. Bezirk. Da die Friedensstadt vor 1938 nicht zu Wien zählte, war sie 1945–1955 wie der 25. Bezirk Teil der sowjetischen Besatzungszone in Österreich (und nicht wie Hietzing sonst Teil des britischen Sektors Wiens). Seit 1956 gehört auch der Tiergarten zum 13. Bezirk.

## Gegenwart
Das Bild, das die Friedensstadt heute bietet, ist überaus unterschiedlich. Neben schlichten Häuschen, die seit der Entstehungszeit der Siedlung kaum verändert wurden, stehen großzügige Einfamilienhäuser und Villen. Von Hietzing (Linien U4, 10, 60, 51A, 58A, 58B) über Speising (Linien 60, 62, 56A) fährt die Autobuslinie 56B (bis 1. Juli 2019 als 55A, bis 31. Dezember 2014 als 60B im Verbundtarif; beide nur ab Speising) durch die Hermesstraße, eine Allee, zum Lainzer Tor des Tiergartens. Auch der Individualverkehr durch diese Straße ist dichter, wenn in der Hermesvilla  vom Wien-Museum eine interessante Ausstellung gezeigt wird. Da der Lainzer Tiergarten und der Hörndlwald den Durchzugsverkehr abblocken, besteht hier nach wie vor hohe Wohnqualität.
Am östlichen Ende der Friedensstadt steht an der Hermesstraße noch das Pförtnerhaus des früheren Lainzer Tors, am westlichen Ende befindet sich das heutige Lainzer Tor, Hauptzugang des Tiergartens.